# Nasir Khusraw
Abu Mo’in Hamid ad-Din Nasir ibn Khusraw al-Qubadiani o Nāsir Khusraw Qubādiyānī [també escrit Nasir Khusrow i Naser Khosrow, normalment escrit Khusraw a les fonts de llengua anglesa] (1004 - 1088  C. (en  persa, ناصر خسرو), va ser un teòleg, poeta, viatger i filòsof ismaïlita de llengua persa. Va néixer i va morir en terres del que és avui l'Afganistan, i aleshores el Gran Khorasan.
Se'l considera com un dels grans poetes i prosistes de la literatura persa, i és fins avui dia molt venerat pel xiisme ismaïlita.

## Vida
Nasir Khusraw va néixer a Qubadian, poble proper a Balkh (actual Afganistan) en el si d'una família acabalada. Durant la primera meitat de la seva existència, va portar una vida típica de cortesà. En la seva joventut, va aprendre l'Alcorà i la seva exegesi, les ciències naturals, la medicina, matemàtiques, astronomia i astrologia, filosofia grega, retòrica, així com el pensament d'al-Kindi, Al-Farabí i Avicenna. Va exercir tasques de lletrat en la cort dels sultans gaznèvides Mahmud de Ghazna (patró del poeta Firdawsí) i Massud I ibn Mahmud i després a la cort seljúcida de Merv, capital de l'emirat del Khorasan conquistada en 1037 per aquesta nova dinastia.
Pels volts d'aquestes dates va patir una crisi espiritual i va abandonar els luxes de la vida de la cort per encaminar-se cap a La Meca. Va viatjar set anys i va complir amb el ritual del pelegrinatge en quatre ocasions. Va visitar, a més, la major part dels països de l'Orient Mitjà, especialment Egipte. L'obra més cèlebre de Nasir Khusraw és el seu llibre de viatges ("Safarnâma"), obra mestra de la prosa persa i utilíssima font per a la investigació sobre el món islàmic del segle xi.
A mitjan segle xi, el poder fatimí estava en el seu apogeu; dominava Síria, el Hiyaz, la major part del nord d'Àfrica i Sicília, i Egipte brillava per l'ordre, la seguretat i la prosperitat regnants. Al Caire, Nasser Josrow ser impressionat pel califa fatimita  al-Mustànsir, líder espiritual i polític en guerra amb el Califat Abbàssida de Bagdad i el sultà seljúcida Toghril Beg I, campió del sunnisme. Es va lliurar a l'estudi de les idees xiïtes ismaïlites sota la direcció del predicador Mu'ayyad fid-Din al-Xirazi, persa com ell. El califa al-Mustànsir li va encarregar la difusió de la seva doctrina al Khorasan, amb el títol de "hoyyat".
En 1052, Nasir Khosrow va tornar al Khorasan per complir la seva missió, però va xocar amb la gran hostilitat dels sunnites i es va veure obligat a fugir fins a refugiar-se a Yamgan, a les muntanyes del Badakhxan, cap a 1060. Allí va viure com un ermità les darreres dècades de la seva vida i va compondre la major part de les seves obres.

## Obres
La seva obra més celebrada és el seu Llibre de Viatges ("Safarnâma"), en el qual narra el seu pas per desenes de ciutats entre 1046 i 1052, que descriu amb detall: població, prínceps, savis, gent comú, madrasses, caravanserralls, mesquites i anècdotes. Encara avui després de 1000 anys és de lectura amena per als parlants del persa.
Els poemes recollits en el seu "diwan" van ser en la seva majoria composts durant el seu exili a Yamgan. Giren al voltant de diversos eixos: 1) descripció de la naturalesa (de les esferes celestes, sobretot), 2) lament per l'estultícia regnant; 3) apologia pro ismaïlita; 4) cants a l'intel·lecte i al saber, 5) consells moralitzadors. Són molt freqüents les al·lusions a la vanitat del món i les crides a tornar cap a Déu.
Nasir Khusraw va compondre a més dos tractats en vers (Rawšânâinâma i Sa'âdatnâma) i diversos tractats en prosa: un dels més importants és el Yame 'al-Hekmateyn o "Unió de les dues savieses", en què tracta de fer concordar la filosofia grega i la religió dos segles abans de Tomàs d'Aquino. Altres obres són Jwân al-ajwân,Zad al-mosâferin, Gošâyeš va rahâyeš i Wajh-i din.